# ソロモンミズナギドリ
ベックミズナギドリソロモンミズナギドリ（所羅門水凪鳥、Pseudobulweria becki） は、ミズナギドリ目ミズナギドリ科Pseudobulweria属に分類される鳥類。

## 分布
ソロモン諸島、パプアニューギニア

## 形態
全長29センチメートル。頭部と頸部・上面・胸部までの下面は黒褐色、下胸から腹部・尾羽基部の下面を被う羽毛（下尾筒）は白い。

## 分類
セグロシロハラミズナギドリP. rostrataの亜種とする説もあった。

## 人間との関係
1920年代末に2羽の標本が採取されたのみで、未確認の報告例はあったものの、それ以降は標本の採集例がなかった。2007年に再発見され、1日あたり最大16羽、少なくとも30羽が生息することが確認された。2006年にグレートバリアリーフ周辺で、2010年にはバヌアツ諸島で報告例がある。それ以前の標本数が非常に少ないことから、生息数そのものも非常に少ないと考えられている。繁殖地は不明だが、森林伐採や採掘などによる破壊、人為的に移入されたネコやネズミなどの捕食により、壊滅する可能性が懸念されている。